# Zhongshan
Zhongshan (chiń. 中山; pinyin Zhōngshān) – miasto o statusie prefektury miejskiej w południowych Chinach, w prowincji Guangdong, w delcie Rzeki Perłowej na wyspie Zhongshan Dao. W 2010 roku liczba mieszkańców miasta wynosiła 355 546. Prefektura miejska w 1999 roku liczyła 1 319 978 mieszkańców. Ośrodek turystyki, handlu i przemysłu cukrowniczego, maszynowego oraz elektronicznego; port handlowy.

## Historia
Miasto (pierwotnie pod nazwą Xiangshan, 香山) powstało w XI w. i pełniło funkcję ośrodka handlowego. W 1162 roku ustanowiono je siedzibą powiatu Xiangshan, podległego prowincji Guangdong. Obszar ten był jednym z pierwszych w Chinach, na którym uwidocznił się wpływ kontaktów z Zachodem. Wielu mieszkańców miasta zasłynęło z handlu zagranicznego, a w XIX w. także z podejmowania pierwszych prób modernizacji państwa chińskiego.
W 1925 roku zmieniono nazwę miasta na Zhongshan dla uhonorowania pierwszego prezydenta Republiki Chińskiej Sun Jat-sena (pinyin: Sun Zhongshan), który się tutaj urodził.
W latach 80. XX w. nastąpił szybki rozwój miasta.

## Miasta partnerskie
- Moriguchi, Japonia (1988)
- Honolulu, Stany Zjednoczone (1997)
- Hrabstwo Alameda, Stany Zjednoczone (2002)
- Cairns, Australia (2003)
- Culiacán, Meksyk (2007)